# Elektrolumineszenz-Folie

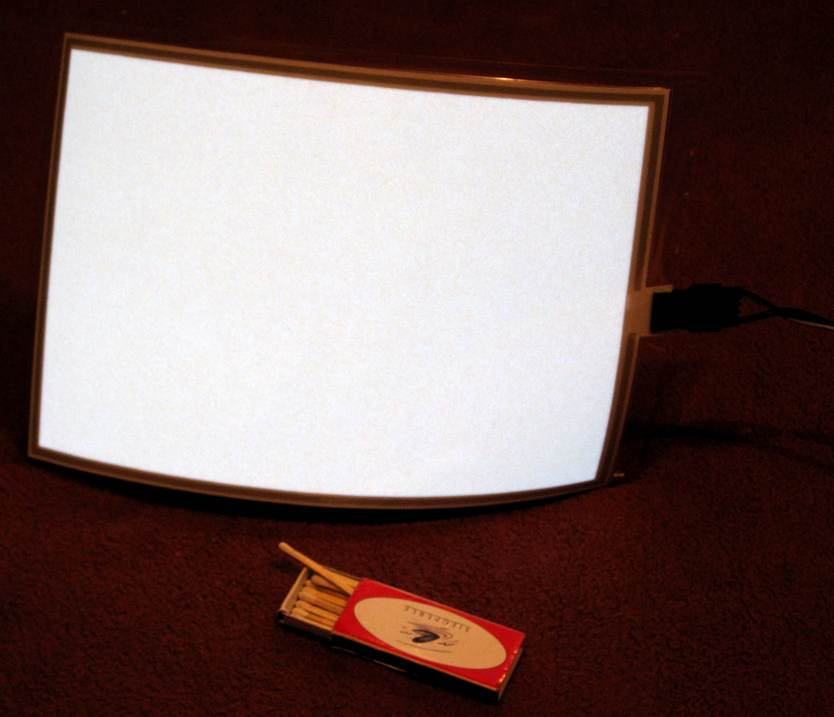
Leuchtfolie

Elektrolumineszenz-Folie (kurz EL-Folie), auch Leucht- oder Plasmafolie, Lichtfolie oder Kondensator-Leuchtfolie genannt, ist eine technische Anwendung der Elektrolumineszenz zur Umwandlung elektrischer Energie in Licht.

## Grundlagen
Elektrolumineszenz ist die Eigenschaft bestimmter Materialien oder Materialkombinationen, bei Anlegen eines elektrischen Feldes Licht zu emittieren. Im Falle der Elektrolumineszenz-Folie wird ein Halbleiter in einer speziellen Kondensator-Konfiguration durch ein elektrisches Wechselfeld zum Leuchten angeregt. Die Elektrolumineszenz-Folie ist ein Lambert-Strahler.

## Aufbau
Der Grundaufbau einer Elektrolumineszenz-Folie ähnelt dem eines Plattenkondensators: Zwischen zwei leitenden Schichten (Elektroden) liegt, elektrisch isoliert, das elektrolumineszente Material. Eine Elektrode ist lichtdurchlässig und besteht meist aus mit Indiumzinnoxid beschichteter Kunststofffolie. Die zweite Folie reflektiert das Licht. Die Gesamtdicke liegt unter 1 mm. Aufbau:
- Kunststoff-Schutzfolie
- Transparente leitende Folie
- Isoliermaterial mit eingebettetem Leuchtstoff
- Metallfolie
- Kunststoff-Schutzfolie

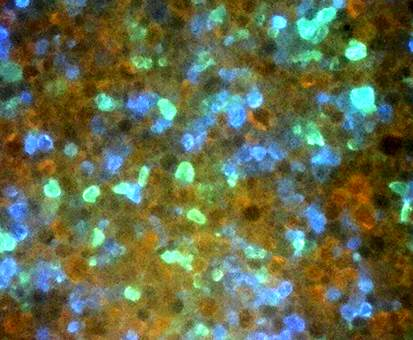
Bunte Leuchtstoffe (typ. 0,4 mm im Durchmesser)

Bei dem elektrolumineszenten Leuchtstoff handelt es sich in der Regel um Zinksulfid, einen II-VI-Verbindungshalbleiter, der mit verschiedenen Metallen wie Mangan (ZnS:Mn), Gold, Silber, Kupfer  oder Gallium dotiert ist. Weißes Licht wird meist durch die Überlagerung bunt leuchtender Pigmente erzeugt.

Aufbau eines EL-Schlauchs

Die elektrolumineszenten und isolierenden Schichten können im Siebdruckverfahren aufgetragen werden. Auch gestreckte, runde Formen (Leuchtschläuche, EL-Kabel, engl. electroluminescent wire) werden gefertigt, bei denen das Wechselfeld zwischen einem zentralen Draht und darauf angebrachten Schichten erzeugt wird.
Der Leuchtstoff degradiert, wenn er mit Feuchtigkeit in Berührung kommt. Die Flächen werden durch verschweißte Kunststofffolien geschützt, die nicht beschädigt werden sollten. Hingegen lassen sich Lichtschläuche kürzen, da nur die Schnittfläche geschädigt wird.

## Betrieb
Die Materialien einer EL-Folie sind bei Gleichspannung isolierend und leuchten nicht. Der Betrieb von EL-Folien und -Kabeln erfordert eine sinusförmige Wechselspannung. Je nach Bauart liegt die Betriebsspannung zwischen 30 und 300 Volt bei einer Frequenz zwischen 50 Hz und 4 kHz. Die Helligkeit, in geringen Maße auch die Farbe und die Lebensdauer hängen ab von der Amplitude und Frequenz der Wechselspannung. Beispielsweise halbiert sich die Lebensdauer bei Verdopplung der Frequenz. Zur Einhaltung optimaler Betriebsbedingungen bieten Hersteller ihre Folien meist zusammen mit abgestimmten Invertern an.
Die Lichtemission erfolgt ohne nennenswerte Wärmeentwicklung, großflächig, ungerichtet und mit geringer Leuchtdichte. Die Stromaufnahme beträgt ca. 1 bis 2 A/m². Die Feldstärke liegt bei 10 kV/cm, entsprechend ca. 100 V bei einer Schichtdicke von 0,1 mm.
Typische Parameter:
| Spannung                              | 30 – 160 V       |
| Frequenz                              | 100 – 2000 Hz    |
| Leuchtdichte                          | 30 bis 200 cd/m² |
| Stromaufnahme                         | 0,15 mA/cm²      |
| Leistungsaufnahme                     | 10–20 mW/cm²     |
| Leistungsaufnahme für 1 DIN A4 Fläche | 6 W              |
| Arbeitstemperatur                     | −40° bis 60°     |
| Lichtausbeute                         | 0,47 – 6,3 lm/W  |
| Gesamtdicke                           | <1 mm            |
| Krümmungsradius                       | <20 mm           |
| Wellenlänge                           | 450 bis 750 nm   |
| Lebensdauer                           | >10'000 h        |

## Anwendung

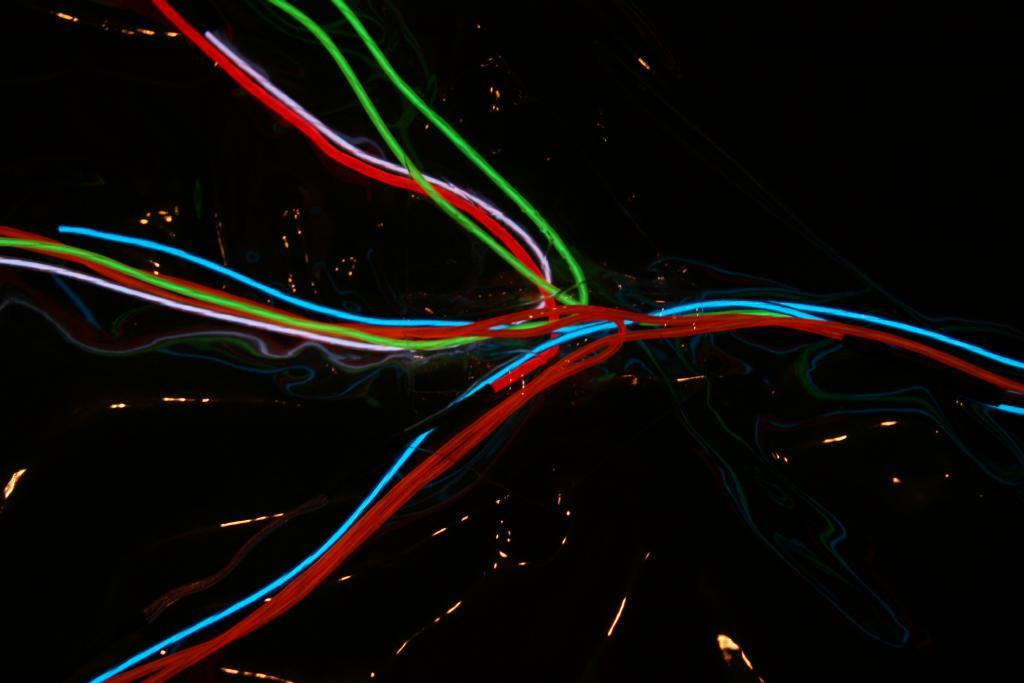
Lichtschläuche

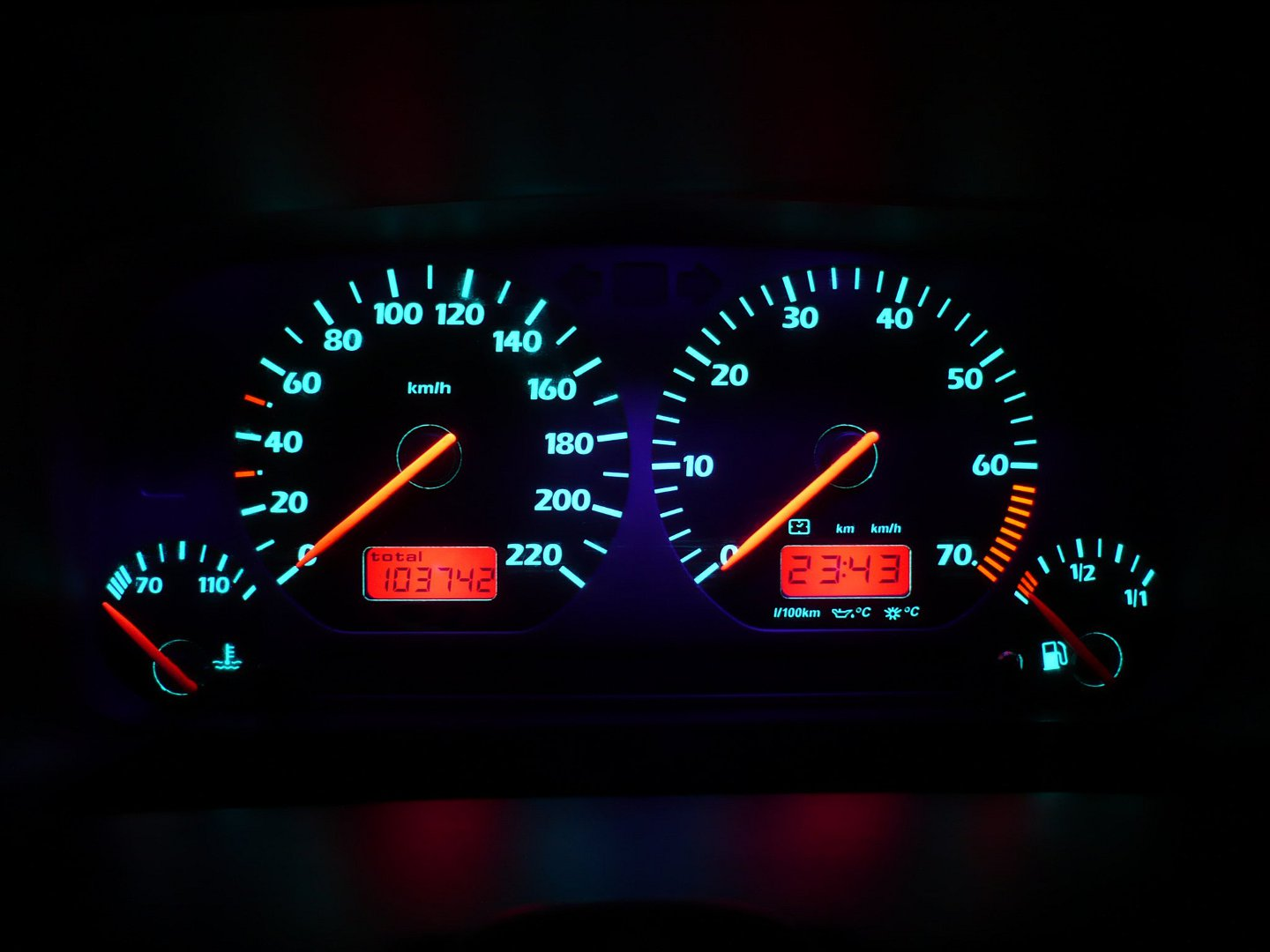
EL-Folie bringt die Tachoziffern zum Leuchten

EL-Folien und -Kabel leuchten flächig, aber nicht sehr hell. Die Leuchtdichte verringert sich mit der Zeit. Als Lebensdauer wird die Betriebszeit angegeben, nach der sie auf die Hälfte abgesunken ist.
Die Anwendungsmöglichkeiten sind durch die außergewöhnlichen Eigenschaften sehr vielseitig.
Beispiele:
- Sicherheitsbeleuchtung (Treppenstufenprofil)
- Kostüme
- Selbstleuchtende Kfz-Kennzeichenschilder
- Selbstleuchtende Tachoscheiben
- Display-Hintergrundbeleuchtung in Flüssigkristallbildschirmen (LC-Displays) und Dünnschichttransistor-Displays (TFT-Displays)
- Nachtbeleuchtung.
- In einem tritt- und rutschfesten Laminat als Bodengrafik
- Als Flatfield-Generator zur Aufnahme von Flatframes für die Astrofotografie